# Bogen (Evenes)
Pour les articles homonymes, voir Bogen.

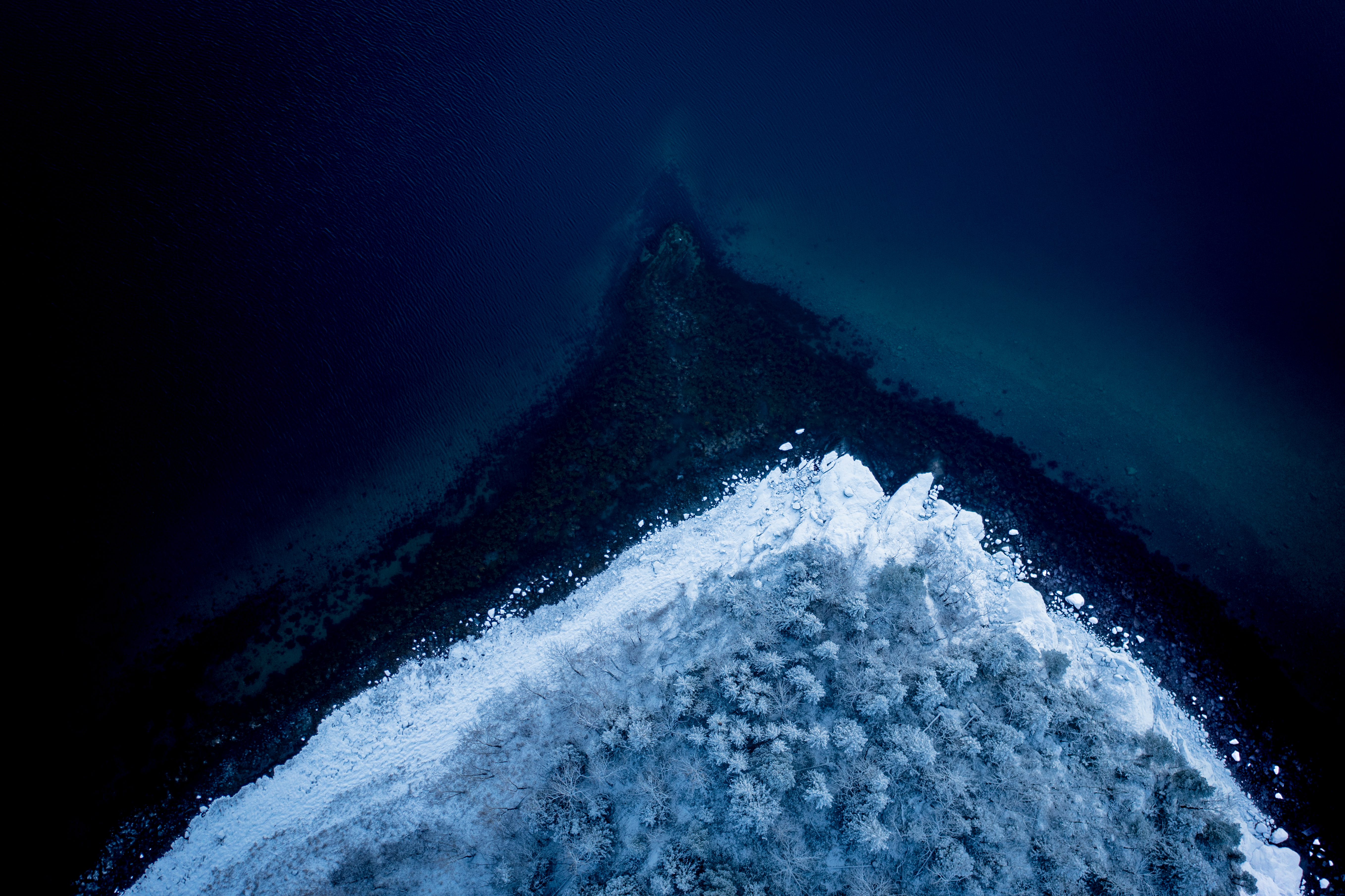
Un fjord vers Bogen. Décembre 2021.

Bogen est une localité du comté de Nordland, en Norvège.

## Géographie
Administrativement, Bogen fait partie de la kommune d'Evenes.